# Marcus Licinius Crassus
Marcus Licinius Crassus (i. e. 114 – i. e. 53) római politikus, hadvezér, az első triumvirátus tagja.

## Élete
Marcus Licinius Crassus bankárként szedte meg magát, mielőtt optimata politikus lett. Apja, Publius Licinius Crassus i. e. 87-ben, hogy Marius híveinek kezére ne jusson, önkezével vetett véget életének. Fia úgy mentette meg életét, hogy Hispániába menekült. Amint értesült arról, hogy Sulla Róma ellen indult, egy csapat élén hozzá szegődött, s vele együtt több helyen, nevezetesen Róma kapui előtt i. e. 83. november 1-jén a szamniszok ellen dicsőséggel harcolt. Sulla proskripciói nagy hasznára váltak. Kapzsiságával mintegy 7100 talentumnyi vagyonra tett szert i. e. 71-re.
Mint praetor legyőzte, és megölte Spartacust, a dél-Itáliában fellázadt rabszolgák vezérét. I. e. 71-ben Pompeiusszal együtt megválasztották consulnak. Az igaz, hogy konzultársának a néptribunátus helyreállítására vonatkozó intézkedéseit hathatósan támogatta, másrészt azonban maga is mindent elkövetett, hogy a nép kegyét megnyerje. Egy ízben a népet 10 000 asztalon megvendégeltette. Rómában maradt, Pompeiusszal ellentétben.
Arra a népszerűségre mégsem tehetett szert, amelyet Pompeius szerencsés hadi vállalkozásaival elért. Irigységből Caesarhoz csatlakozott tehát, akinek azonban sikerült kettőjüket kibékíteni, s hárman i. e. 60-ban megalkották az első triumvirátust. I. e. 55-ben Pompeiusszal együtt Caesar ismételten megválasztatta Crassust konzulnak, aki még az év letelte előtt Szíriába ment, amelyet öt évre tartományul kapott azzal a felhatalmazással, hogy a pártusok elleni háborút vezesse. I. e. 54-ben helytartónak Szíriába utazott. Ott jelentős vagyonra tett szert, hadisikerei révén. Átkelt az Eufráteszen s Mezopotámiát meghódította. A következő évben, i. e. 53-ban megújította a háborút, s újra átlépte az Eufráteszt, ez alkalommal azonban a pusztaságba hagyta magát csalni, ahol a párthusok körülzárták. Az első ütközetben elvesztette ifjabbik fiát, Publiust. Erre megkezdte visszavonulását, Carrhaenál a partusok megtámadták, s megverték seregét, őt magát pedig cselvetéssel meggyilkolták. Vele együtt seregének legnagyobb része elpusztult. Crassus – nem ok nélkül – kapzsi ember hírében állt, olyannyira, hogy ez a pártusokhoz is eljutott. Az elvesztett csata után levágott fejét a pártus uralkodó elé vitték, aki szájába forró aranyat öntetett, mondván – „Akinek lelkét a kincs utáni vágy tüzelte, annak élettelen testét még holtában is égesse az arany!”.

## A művészetben
Az 1960-as Spartacus című amerikai filmben Laurence Olivier formálta meg alakját.